# Lan Khê
Lan Khê (chữ Hán phồn thể: 蘭溪市, chữ Hán giản thể: 兰溪市, âm Hán Việt: Lan Khê thị) là một thành phố cấp huyện thuộc địa cấp thị Kim Hoa, tỉnh Chiết Giang, Cộng hòa Nhân dân Trung Hoa. Thành phố Lan Khê có diện tích 1310 km², dân số 660.000 người. Mã số bưu chính của thành phố này là 321100. Chínhh quyền nhân dân Lan Khê đóng ở số 81, đường Phủ Tiền, nhai đạo Lan Giang. Thành phố Lan Khê được chia ra các đơn vị hành chính trực thuộc gồm 6 nhai đạo, 6 trấn, 2 hương và 1 hương dân tộc.
- Nhai đạo: Lan Giang, Vân Sơn, Thượng Hoa, Vĩnh Xương, Xích Khê, Nữ Phu.
- Trấn: Du Phu, Chư Cát, Hoàng Điếm, Xuân Khê, Mã Gian, Mai Giang.
- Hương: Linh Động, Bách Xã.
- Hương dân tộc Dư Thủy Đình.